# Campeonato Tocantinense 2021
El Campeonato Tocantinense de Fútbol 2021 fue la 33.ª edición de la primera división de fútbol del estado de Tocantins. El torneo fue organizado por la Federação Tocantinense de Futebol (FTF). El torneo comenzó el 20 de febrero y finalizó el 30 de diciembre con la final entre Tocantinópolis y Araguacema, la cual fue ganada por Tocantinópolis por un marcador global de 2 a 0.

## Sistema de juego

### Primera fase
Los 8 equipos se enfrentan en modalidad de todos contra todos a una sola rueda. Culminadas las siete fechas, los cuatro primeros posicionados clasifican a las semifinales, mientras que los últimos dos equipos posicionados en la tabla de posiciones descenderían a la Segunda División, pero estos descensos fueron cancelados en pleno transcurso del campeonato, debido a la para de ocho meses que hubo del torneo, debido al aumento de casos por COVID-19 en el estado.

### Segunda fase
- Semifinales: Los enfrentamientos se emparejan con respecto al puntaje de la primera fase, de la siguiente forma:
  - 1.º vs. 4.º
  - 2.º vs. 3.º

- Nota: El equipo con menor puntaje en la primera fase comienza la llave como local.

- Final: Los dos ganadores de las semifinales disputan la final.

- Nota: En caso de empate en puntos y diferencia de goles en cualquier llave, se definirá en tanda de penales. No se consideran los goles de visita.

### Clasificaciones
- Copa de Brasil 2022: Clasifica únicamente el campeón del campeonato.
- Copa Verde 2022: Clasifica únicamente el campeón del campeonato.
- Serie D 2022: Clasifica el mejor equipo que no disputa ni la Serie A, Serie B o Serie C.

## Equipos participantes
| Equipo                | Ciudad                | Estadio         | Capacidad | Posición 2020      | Títulos (último) |
| --------------------- | --------------------- | --------------- | --------- | ------------------ | ---------------- |
| Araguacema            | Araguacema            | Municipal Taça  | 1500      | 4.º                | 0                |
| Capital               | Palmas                | Nilton Santos   | 12 000    | 5.º                | 0                |
| Gurupi                | Gurupi                | Resendão        | 3000      | 1.º (2.ª división) | 6 (2016)         |
| Interporto            | Porto Nacional        | General Sampaio | 2000      | 3.º                | 4 (2017)         |
| NC/Paraíso            | Miranorte             | Pereirão        | 6000      | 6.º                | 0                |
| Palmas                | Palmas                | Nilton Santos   | 12 000    | Campeón            | 8 (2020)         |
| Tocantinópolis        | Tocantinópolis        | João Ribeiro    | 8000      | 2.º                | 4 (2015)         |
| Tocantins de Miracema | Miracema do Tocantins | Castanheirão    | 2000      | 2.º (2.ª división) | 0                |

| Crecimiento | Equipos provenientes del Campeonato Tocantinense de Segunda División 2020. |

## Primera fase

### Tabla de posiciones
| Pos. | Equipo                | Pts. | PJ | G | E | P | GF | GC | Dif. | Clasificación |
| ---- | --------------------- | ---- | -- | - | - | - | -- | -- | ---- | ------------- |
| 1    | Interporto            | 18   | 7  | 6 | 0 | 1 | 16 | 5  | +11  | Fase final.   |
| 2    | Tocantinópolis        | 13   | 7  | 4 | 1 | 2 | 15 | 5  | +10  | Fase final.   |
| 3    | Palmas                | 13   | 7  | 4 | 1 | 2 | 18 | 10 | +8   | Fase final.   |
| 4    | Araguacema            | 13   | 7  | 4 | 1 | 2 | 14 | 13 | +1   | Fase final.   |
| 5    | NC/Paraíso            | 9    | 7  | 2 | 3 | 2 | 10 | 10 | 0    |               |
| 6    | Tocantins de Miracema | 5    | 6  | 1 | 2 | 3 | 8  | 13 | −5   |               |
| 7    | Capital               | 3    | 7  | 0 | 3 | 4 | 3  | 10 | −7   |               |
| 8    | Gurupi                | 1    | 6  | 0 | 1 | 5 | 4  | 22 | −18  |               |

 Fuente: 
Criterios de clasificación: 1) Puntos; 2) Partidos ganados; 3) Diferencia de gol; 4) Goles anotados; 5) Enfrentamiento directo entre los equipos en cuestión; 6) Sorteo.

### Fixture
- La hora de cada encuentro corresponde al huso horario correspondiente al Estado de Tocantins (UTC-3).

| NC/Paraíso     | 2 - 0 | Capital               | Pereirão       | 20 de febrero | 20:15 |
| Araguacema     | 5 - 0 | Gurupi                | Municipal Taça | 21 de febrero | 16:00 |
| Tocantinópolis | 4 - 1 | Tocantins de Miracema | João Ribeiro   | 21 de febrero | 16:00 |
| Palmas         | 1 - 2 | Interporto            | Nilton Santos  | 21 de febrero | 16:00 |

| Interporto            | 4 - 0 | Araguacema     | General Sampaio | 27 de febrero | 16:00 |
| Gurupi                | 1 - 3 | NC/Paraíso     | Resendão        | 28 de febrero | 16:00 |
| Capital               | 0 - 0 | Tocantinópolis | Nilton Santos   | 28 de febrero | 16:00 |
| Tocantins de Miracema | 0 - 3 | Palmas         | Castanheirão    | 28 de febrero | 16:00 |

| Tocantins de Miracema | 1 - 1 | Capital    | Castanheirão   | 3 de marzo | 16:00 |
| Araguacema            | 1 - 1 | NC/Paraíso | Municipal Taça | 3 de marzo | 16:00 |
| Gurupi                | 1 - 5 | Palmas     | Resendão       | 3 de marzo | 20:15 |
| Tocantinópolis        | 0 - 1 | Interporto | João Ribeiro   | 3 de marzo | 20:15 |

| NC/Paraíso            | 0 - 3 | Tocantinópolis | Pereirão     | 6 de marzo | 20:15 |
| Tocantins de Miracema | 3 - 1 | Interporto     | Castanheirão | 7 de marzo | 16:00 |
| Palmas                | 5 - 1 | Araguacema     | Pereirão     | 1 de abril | 16:00 |
| Capital               | 1 - 1 | Gurupi         | Resendão     | 1 de abril | 20:00 |

| Tocantinópolis | 4 - 1 | Gurupi                | João Ribeiro    | 10 de marzo | 16:00 |
| Araguacema     | 3 - 2 | Tocantins de Miracema | Municipal Taça  | 10 de marzo | 16:00 |
| Interporto     | 2 - 0 | Capital               | General Sampaio | 10 de marzo | 16:00 |
| NC/Paraíso     | 2 - 2 | Palmas                | Pereirão        | 10 de marzo | 20:15 |

| NC/Paraíso | 1 - 1 | Tocantins de Miracema | Pereirão       | 13 de marzo     | 20:15 |
| Araguacema | 1 - 0 | Tocantinópolis        | Municipal Taça | 14 de marzo     | 16:00 |
| Gurupi     | 0 - 4 | Interporto            | Resendão       | 12 de diciembre | 16:00 |
| Palmas     | 1 - 0 | Capital               | Nilton Santos  | 12 de diciembre | 16:00 |

| Tocantinópolis        | 4 - 1 | Palmas     | João Ribeiro      | 18 de diciembre   | 16:00             |
| Capital               | 1 - 3 | Araguacema | Nilton Santos     | 18 de diciembre   | 16:00             |
| Interporto            | 2 - 1 | NC/Paraíso | General Sampaio   | 18 de diciembre   | 16:00             |
| Tocantins de Miracema | -     | Gurupi     | Partido cancelado | Partido cancelado | Partido cancelado |

## Fase final

#### Cuadro de desarrollo
|  | Semifinales          | Semifinales          | Semifinales          | Semifinales          | Semifinales          |   |   | Final                | Final                | Final                | Final                | Final                |  |
|  | 21 y 24 de diciembre | 21 y 24 de diciembre | 21 y 24 de diciembre | 21 y 24 de diciembre | 21 y 24 de diciembre |   |   | 27 y 30 de diciembre | 27 y 30 de diciembre | 27 y 30 de diciembre | 27 y 30 de diciembre | 27 y 30 de diciembre |  |
|  |                      |                      |                      |                      |                      |   |   |                      |                      |                      |                      |                      |  |
|  |                      |                      |                      |                      |                      |   |   |                      |                      |                      |                      |                      |  |
|  | 2                    | Tocantinópolis       | 2                    | 3                    | 5                    |   |   |                      |                      |                      |                      |                      |  |
|  | 2                    | Tocantinópolis       | 2                    | 3                    | 5                    |   |   |                      |                      |                      |                      |                      |  |
|  | 3                    | Palmas               | 1                    | 1                    | 2                    |   |   |                      |                      |                      |                      |                      |  |
|  | 3                    | Palmas               | 1                    | 1                    | 2                    |   | 2 | Tocantinópolis       | 1                    | 1                    | 2                    |                      |  |
|  |                      |                      |                      |                      |                      |   | 2 | Tocantinópolis       | 1                    | 1                    | 2                    |                      |  |
|  |                      |                      | 4                    | Araguacema           | 0                    | 0 | 0 |                      |                      |                      |                      |                      |  |
|  | 1                    | Interporto           | 4                    | Araguacema           | 0                    | 0 | 0 | 1                    | 0                    | 1 (9)                |                      |                      |  |
|  | 1                    | Interporto           |                      |                      |                      |   |   | 1                    | 0                    | 1 (9)                |                      |                      |  |
|  | 4                    | Araguacema           | 1                    | 0                    | 1 (10)               |   |   |                      |                      |                      |                      |                      |  |
|  | 4                    | Araguacema           | 1                    | 0                    | 1 (10)               |   |   |                      |                      |                      |                      |                      |  |
|  |                      |                      |                      |                      |                      |   |   |                      |                      |                      |                      |                      |  |

Nota: El equipo que ocupa la primera línea es el que define la serie como local.
| Bandera del estado de Tocantins |
| Campeón                         |
| Tocantinópolis 5to título       |

## Clasificación final
| Pos. | Equipo                | Pts. | PJ | G | E | P | GF | GC | Dif. | Clasificación                                        |
| ---- | --------------------- | ---- | -- | - | - | - | -- | -- | ---- | ---------------------------------------------------- |
| 1.°  | Tocantinópolis (C)    | 25   | 11 | 8 | 1 | 2 | 22 | 7  | +15  | Copa de Brasil 2022, Copa Verde 2022 y Serie D 2022. |
| 2.°  | Araguacema            | 15   | 11 | 4 | 3 | 4 | 15 | 16 | -1   |                                                      |
| 3.°  | Interporto            | 20   | 9  | 6 | 2 | 1 | 17 | 6  | +11  |                                                      |
| 4.°  | Palmas                | 13   | 9  | 4 | 1 | 4 | 20 | 15 | +5   |                                                      |
| 5.°  | NC/Paraíso            | 9    | 7  | 2 | 3 | 2 | 10 | 10 | 0    |                                                      |
| 6.°  | Tocantins de Miracema | 5    | 6  | 1 | 2 | 3 | 8  | 13 | −5   |                                                      |
| 7.°  | Capital               | 3    | 7  | 0 | 3 | 4 | 3  | 10 | −7   |                                                      |
| 8.°  | Gurupi                | 1    | 6  | 0 | 1 | 5 | 4  | 22 | −18  |                                                      |

Reglas de clasificación: 1) Puntos; 2) Partidos ganados; 3) Diferencia de gol; 4) Goles anotados; 5) Enfrentamiento directo entre los equipos en cuestión; 6) Sorteo.